# 장피에르 벰바

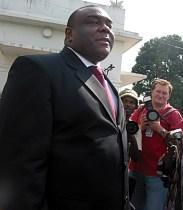
2006년의 장피에르 벰바.

장피에르 벰바(Jean-Pierre Bemba, 1962년 11월 4일 ~ )는 콩고 민주 공화국의 정치인이다. 콩고 민주 공화국 과도 정부에서 부통령을 지낸 네 사람 중 한 사람이었다. 벰바는 또 반군 집단 및 정당인 콩고 해방 운동 (Movement for the Liberation of the Congo)을 이끌기도 하였다. 2006년 대통령 선거에 출마하였지만 두 번째로 가장 많은 표를 받아 낙선하였으며, 2007년 1월 콩고 민주 공화국 상원에 선출되었다.
2008년 5월 24일 반인도적 범죄 혐의에 연루되어 수배되던 중 벨기에의 브뤼셀 근교에서 경찰에 체포되었다.